# 斯摩洞

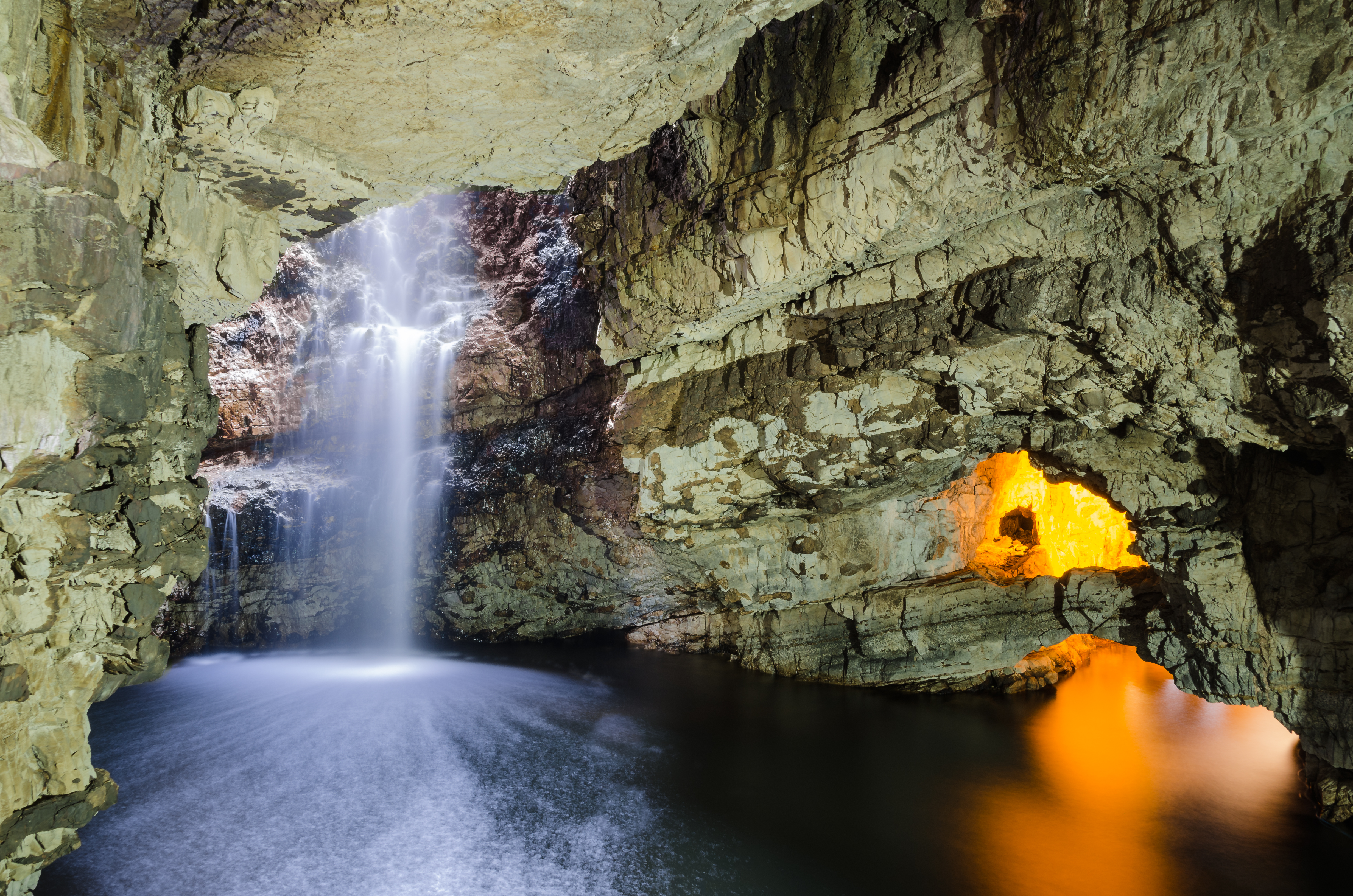
洞穴内部

斯摩洞（Smoo Cave）形成於奧陶紀早期，現在位於蘇格蘭最北邊的海岸線上的高地薩瑟蘭。斯摩洞的地質是其特別之處，它的內洞是由兩條活水流侵蝕而成。第一條從內洞最深處的一個不顯眼的池中流出，另一條水流則來自一個名叫Allt Smoo的小河。斯摩洞的洞口被海水侵蝕，因此它既是淡水洞也是海蝕洞。斯摩洞非常巨大，長200英尺，寬130英尺，洞口處則寬50英尺。若是下雨，Allt Smoo的水勢就會非常湍急，幾乎無法站在木製的平台上探索全洞。